# Indalmus liuchungloi
Indalmus liuchungloi là một loài bọ cánh cứng trong họ Endomychidae. Loài này được Kryzhanovskij miêu tả khoa học năm 1960.